# Fräkentjärnen (Resele socken, Ångermanland)
Fräkentjärnen är en sjö i Sollefteå kommun i Ångermanland och ingår i Ångermanälvens huvudavrinningsområde.